# Eusebio de Gorbea Lemmi
Pour les articles homonymes, voir Gorbea (homonymie) et Lemmi.
Eusebio de Gorbea Lemmi, né à Madrid le 23 mars 1881 et mort le 17 décembre 1948 à Buenos Aires, est un militaire et écrivain espagnol. Il est l'époux de l'écrivaine Elena Fortún.

## Biographie
Né à Madrid au sein d'une famille aisée, il fait ses études au collège madrilène de San Isidro. Il entre ensuite dans l'armée, intégrant l'Académie de Tolède. Il devient deuxième lieutenant à l'âge de dix-sept ans.
En 1905, il publie son premier livre, Florículas cariátides, un recueil de poésie satirique.
Le 8 mai 1906, il épouse l'écrivaine Elena Fortún. Le couple a eu deux fils : Luis (1908-1954) et Manuel (1909-1920).
Eusebio poursuit une carrière militaire et littéraire importante jusqu'à sa retraite, obtenue durant la République espagnole. Mais lorsqu'éclate la guerre d'Espagne, en 1936, il demande à réintégrer l'armée en tant qu'actif pour combattre les troupes nationalistes. Il est alors nommé directeur de l'École d'Aviation de Barcelone.
Lors de la Retirada, en 1939, il doit fuir avec son fils par les Pyrénées. Interné tout d'abord au camp de concentration du Boulou, il rejoint son épouse Elena à Paris.
Le 19 octobre 1939, depuis La Rochelle, le couple embarque sur le Massilia avec de nombreux intellectuels et artistes républicains lors d'une épopée qui les mène jusqu'à Buenos Aires.
Les exilés arrivent en Argentine le 5 novembre 1939,. Dans ce pays, il devient principalement traducteur en espagnol d'œuvres écrites notamment en français.
Il meurt à Buenos Aires en 1948.

## Postérité
- En 1930, il reçoit la croix de l'Ordre royal et militaire de Saint-Herménégilde;
- Sa sépulture se situe aujourd'hui dans le cimetière sacramental de San Justo à Madrid[12], auprès de son épouse Elena et de ses fils[13].